# Ventura Rodríguez
Bonaventura Rodríguez Tizón, znany jako Ventura Rodríguez – hiszpański architekt tworzący na pograniczu baroku i neoklasycyzmu.
Jego nauczycielem był Filippo Juvara, wspólnie pracowali przy konstrukcji Pałacu Królewskiego w Madrycie. Po śmierci Juvary kontynuował pracę nad budową pałacu pod kierunkiem Gian Battisty Sacchettiego.  W 1749 Ferdynand VI wybrał jego projekt królewskiej kaplicy uznając go za ciekawszy niż ten przedstawiony przez Sachettiego. Jego uczniem był Juan Antonio Cuervo.
W 1752 roku został dyrektorem katedry architektury na Królewskiej Akademii Sztuk Pięknych św. Ferdynanda w Madrycie.

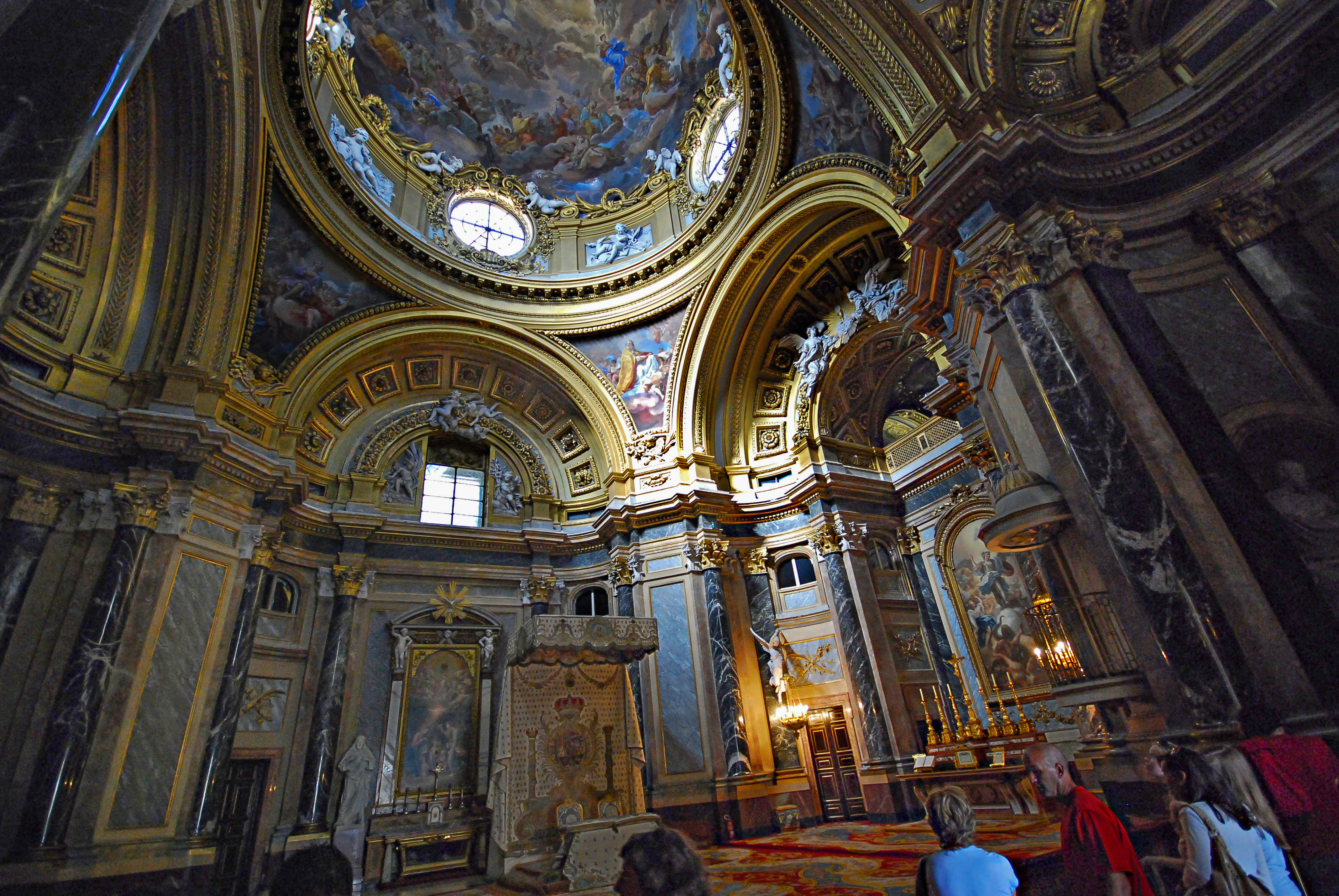
Wnętrze kaplicy Królewskiego Pałacu w Madrycie według projektu Rodrigueza